# Отряд фон Лютцова
Свободный отряд фон Лютцова (нем. Lützowsches Freikorps), также известный как «чёрная дружина» (нем. «die schwarze Schar») был создан по инициативе барона Адольфа фон Лютцова в феврале 1813 года с согласия прусского короля Фридриха Вильгельма III. Целью создания были дезорганизация тыла армии Наполеона и мобилизация «всех немцев, ненавидевших французов» на борьбу с захватчиком.

## Армия восставших

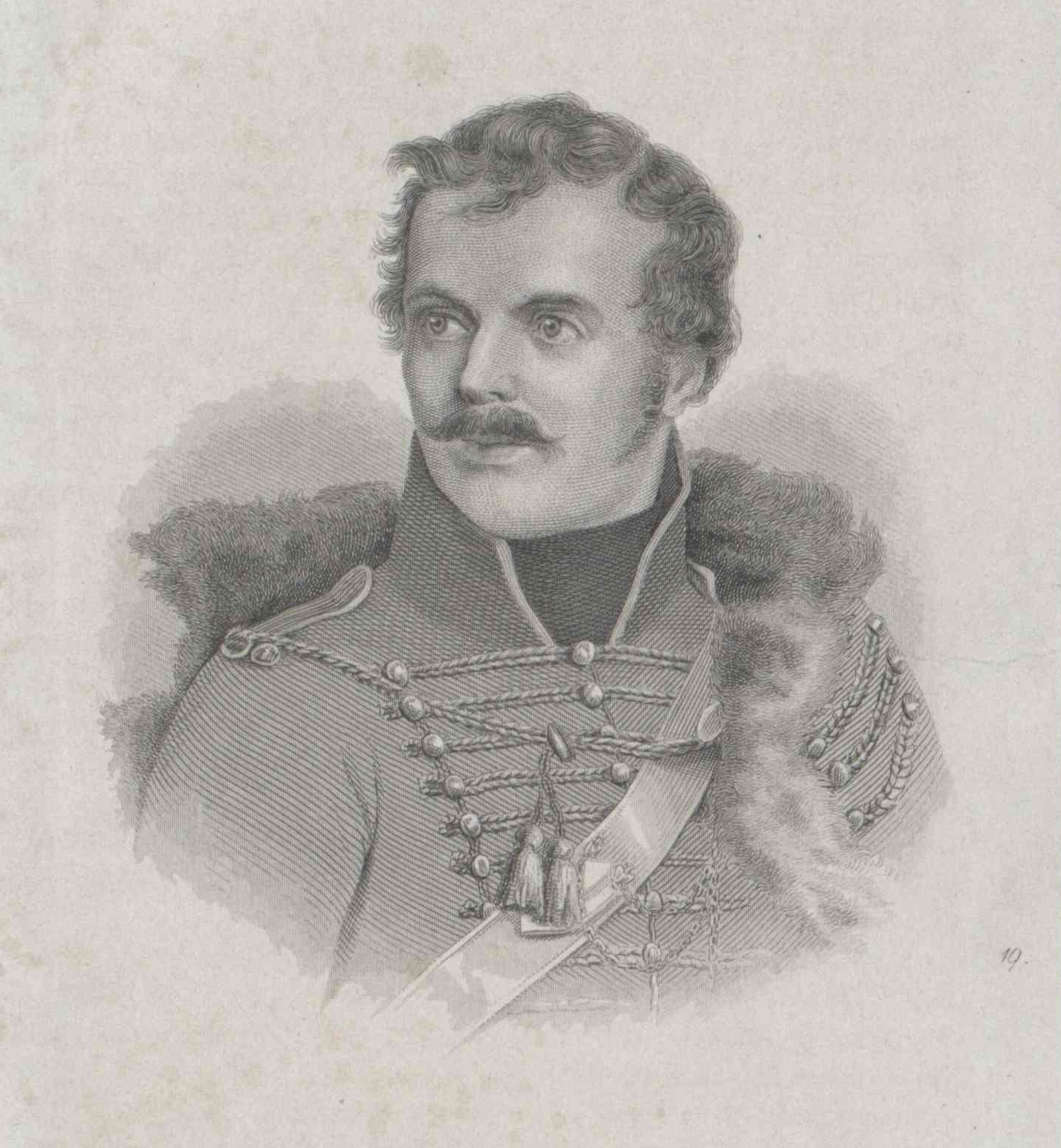
Командир отряда — майор фон Лютцов

Отряд Лютцова, выступив из Силезии в количестве 800 пехоты и 200 кавалерии, усилился в Саксонии до 2500 человек: трех батальонов и четырех эскадронов с 9 орудиями. В него также вошли пятьдесят русских казаков из кавалерийского отряда Винцингероде. В «Чёрную дружину» также вступили знатные и образованные молодые люди: профессор Генрих Стеффенс, писатель-драматург Теодор Кёрнер. Командование отряда наладило контакты с представителями Тюригервальда, Гарца, Франконии, Вестфалии, Ост-Фрисландии. Последние обещали оказывать всяческое содействие ополчению в борьбе с захватчиками, в том числе подготовкой тайных складов оружия.
Однако по факту:
 «Германия не восстала; весь Рейнский союз, по прежнему, остался на стороне Наполеона. Только бывшие прусские области и Саксония доставили волонтёров в „черную дружину“ и притом в небольшом числе»
Таким образом к маю 1813 года численность отряда оказалась «слишком большой для партизанских действий», но недостаточной для создания полноценной армии.

## Дальнейшие боевые действия

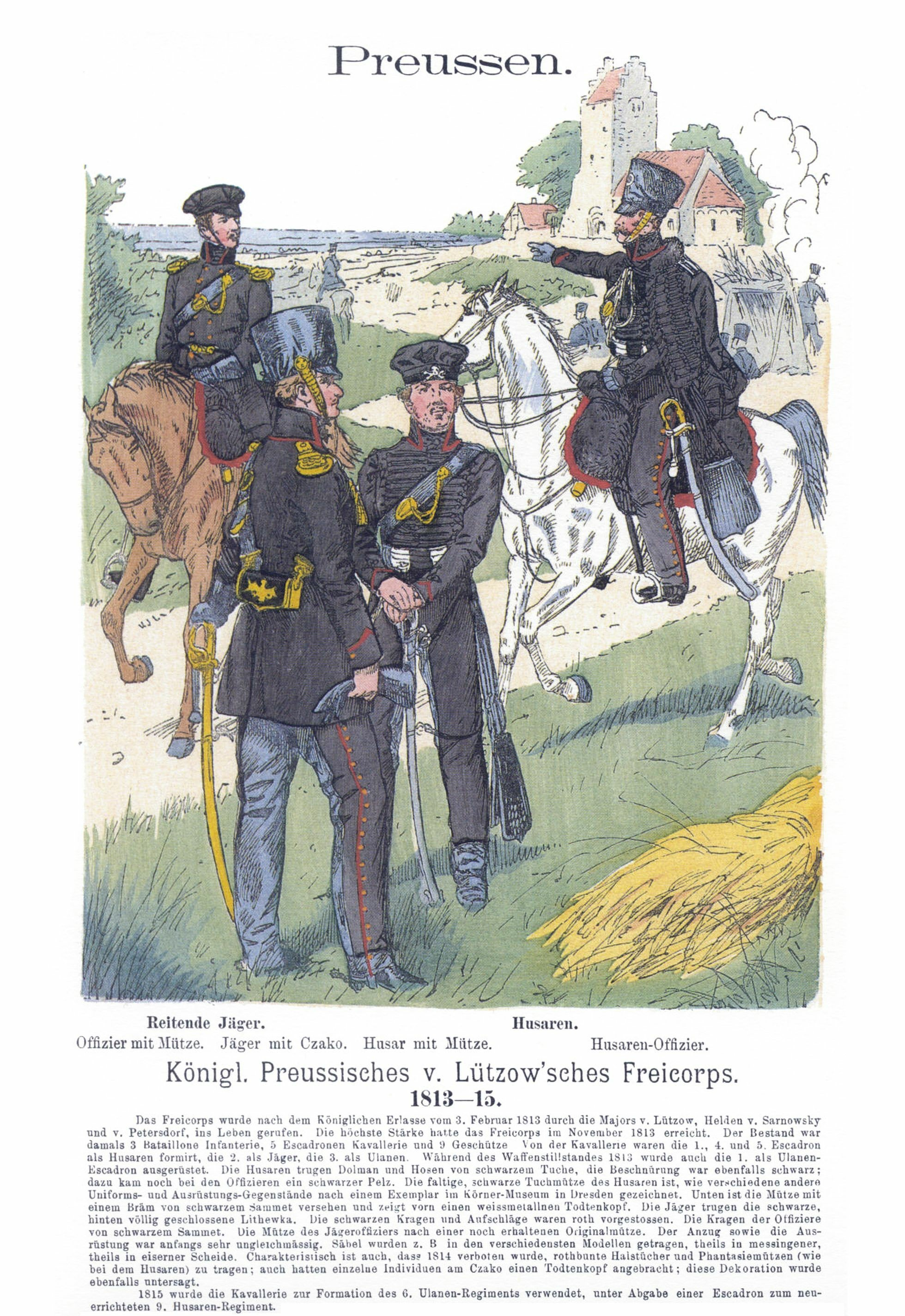
Конный егерь и гусар.

В мае 1813 года генерал русско-прусской объединенной армии Людвиг фон Вальмоден предложил присоединить большую часть пехоты отряда к своему корпусу. Остальная часть (900 пехотинцев) присоединилась к войскам Воронцова, который готовил экспедицию к Лейпцигу. В итоге отряд превратился в мобильную боевую единицу состоящую из 4-х эскадронов: двух гусарских, уланского и конно-егерского .
29 мая 1813 года отряд переправился через Эльбу и из Штендаля выступил в направлении к Гарцу в Тюрингию для совместных действий с партизанами Коломба. В процессе следования отряд Лютцова пополнился пехотой (400 человек) Рейнского Союза. К 3 июня отряд Лютцова прибыл на дорогу из Веймара на Йену, где встретил Коломбо. Последний намеревался двинуться к Адорфу и совместно с пехотой Лютцова атаковать отряд саксонцев (2000 человек) воевавший на стороне армии Наполеона). Отряд направлялся без оружия по территории Австрии к границе с Богемией. Оружие следовало за саксонцами на повозках. Такое «унизительное» правило было введено Австрией для войск армии Наполеона, следовавших по её территории. К 4 июня Лютцов достиг Нойштадт-на-Орле и далее, присоединив ещё 100 человек пехоты Рейнского Союза, 6 июня прибыл в Плауэн. Разослав разъезды для разведки, Лютцов дал людям возможность отдохнуть.
8 июня, с целью совместной с Коломбом атаки на саксонцев, Лютцов направил к Хофу один эскадрон под командованием поручика Кропфа и 300 человек пехоты. С остальной конницей Лютцов направился к Адорфу. Смелой атакой, уничтожив аванпосты неприятеля, Кропф подошел к Хофу и решил ворваться в город. Однако, получив известие о заключённом перемирии, он отступил к городу Регницлозау и известил об этом Лютцова. Последний сообщил начальнику саксонских войск в Дрездене генералу Герсдорфа о намерении кратчайшим путем достичь правого берега Эльбы в связи с заключённым перемирием. 15 июня отряд выступил из Плауэна в сопровождении саксонского офицера Гесница, который был специально направлен в отряд генералом Герсдорфом. 16 июня отряд прибыл в Геру. Находясь в городе, Лютцов понял о готовящейся «ловушке» и что приданный отряду саксонский офицер не сможет гарантировать безопасного следования . Учитывая обстановку, отряд шёл скрытно ориентировочно к городу Рослау.

## Гибель отряда

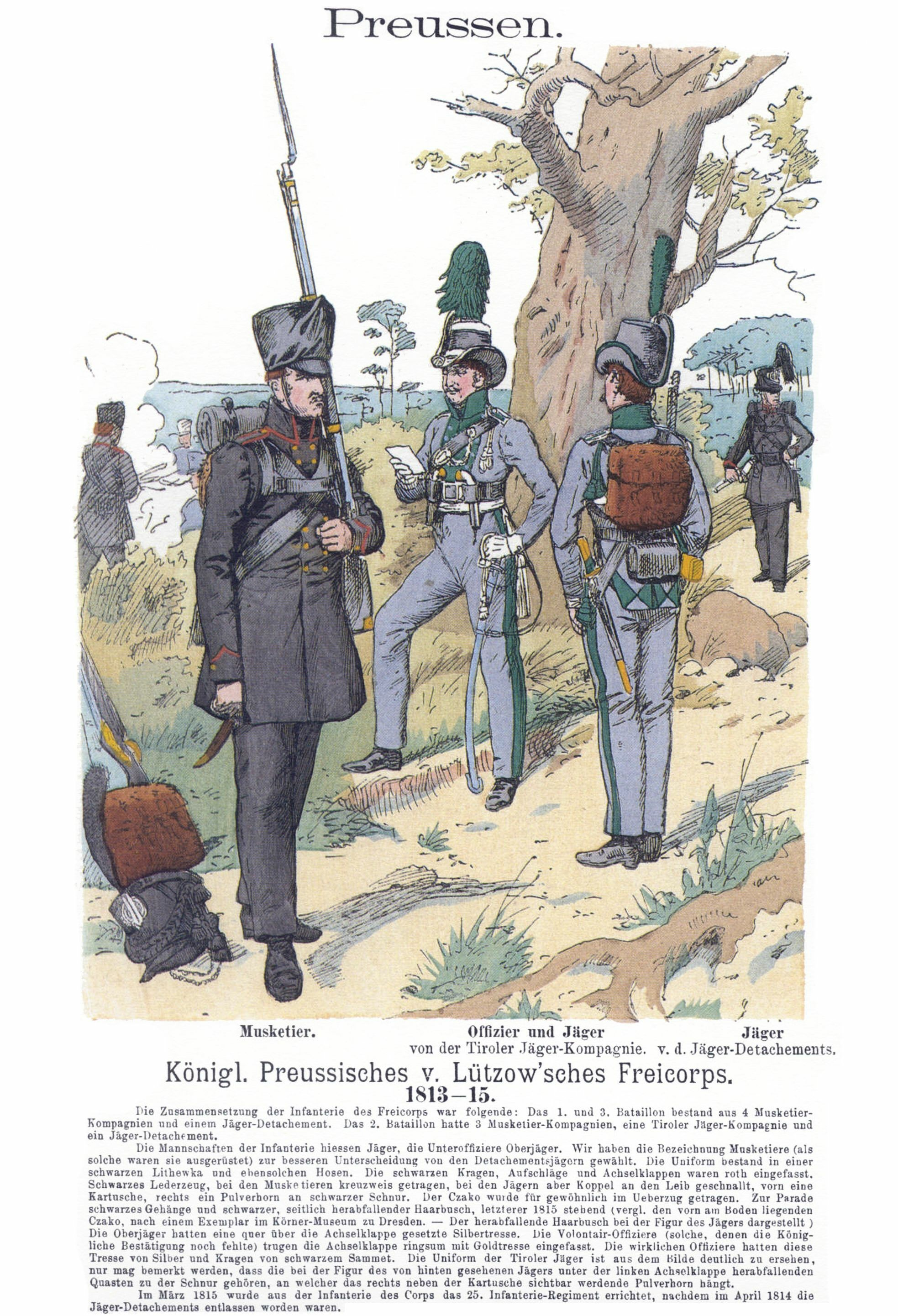
Мушкетёр и тирольский егерь.

17 июня миновал Цайц и к вечеру прибыл к Китцену. Лютцеву доложили о приближении сильной неприятельской кавалерии. Виртембергский генерал Норман потребовал от Лютцева остановить отряд и дождаться французского сопровождения. Одновременно, поручик Кропф и саксонский офицер Гесниц были посланы в Лейпциг к военному губернатору Арриги для заключения соглашения о беспрепятственном следовании отряда к Эльбе. Поручик Кропф был арестован. Ему объявили, что «по повелению Императора майор Лютцов со своей разбойничьей шайкой объявлен вне закона». 
Не дождавшись поручика Кропфа и французского сопровождения, отряд Лютцева выступил четырьмя небольшими колоннами к Альтранштедту. Одновременно, Лютцов решил переговорить с командующим французскими войсками в Китцене генералом Фурнье о беспрепятственном следовании к Эльбе на основании перемирия. Однако, на слова Лютцова Фурнье воскликнул : «Перемирие для всех, кроме вас !» . В продолжении четверти часа отряд был рассеян. Сам Лютцов был тяжело ранен. Тем не менее с горсткой отряда (20 человек казаков) Лютцов сумел минуя Зангерхаузен и Бернбург добраться до устья реки Зале и переправиться через Эльбу .
Наполеон, «получив донесение об уничтожении отряда, повелел под строжайшим присмотром доставить пленных в савойские крепости». Защитники независимости Германии были скованы попарно, как каторжные, и направлены «усиленным маршем» в Савойю .
По предложению генерала Гнейзенау возмездием за гибель отряда и жестокое обращению с пленными стало нарушение союзниками договора о перемирии: прекращение снабжения продовольствием гарнизонов крепостей Данциг, Модлин, Замостье, Штетин и Кюстрин, окруженных союзной русско-прусской армией. В дальнейшем возмездие привело к быстрому падению упомянутых крепостей.